# Pristomyrmex

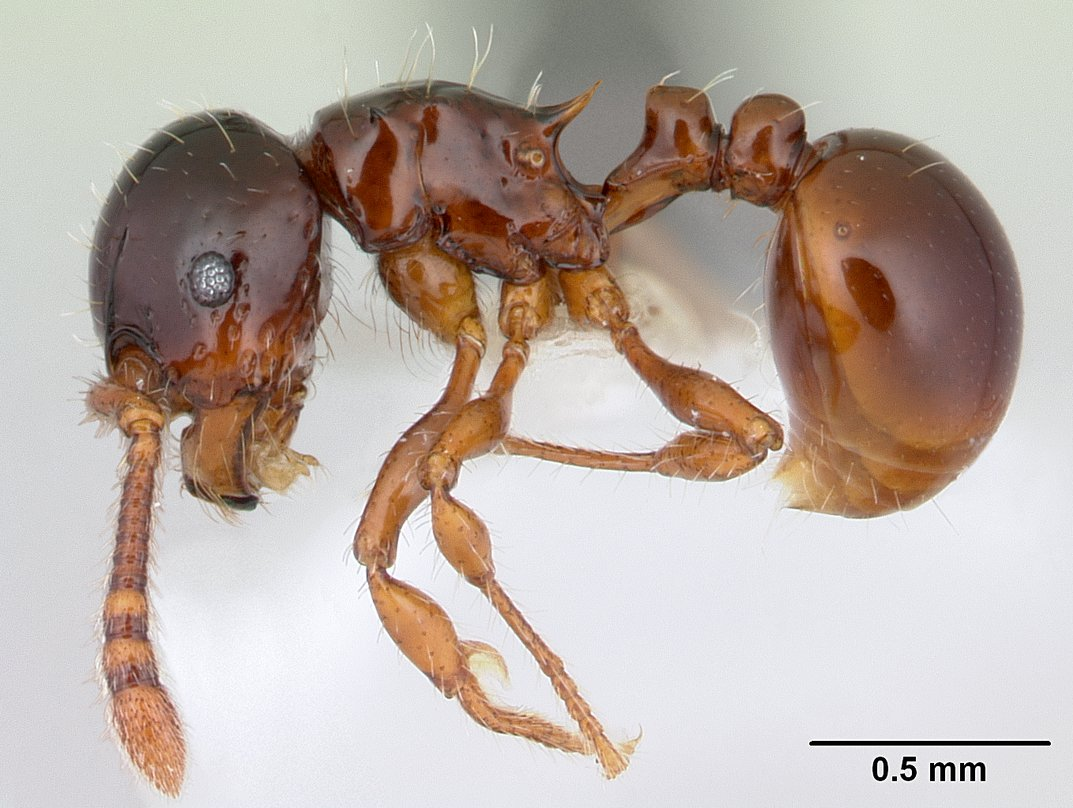
Pristomyrmex minusculus

Pristomyrmex  (лат.) — род муравьёв трибы Crematogastrini (ранее в Myrmecinini) из подсемейства Myrmicinae (Formicidae).

## Распространение
Тропики Старого Света: Азия, Африка, Австралия.

## Описание
Мелкие и среднеразмерные (2—7 мм) мономорфные муравьи. Усики самок 11-члениковые (у самцов 12) с булавой из 3 члеников. Формула щупиков изменчива: 1,2; 1,3; 2,2; 2,3; 4,3; 5,3. Проподеум с шипиками или зубцами. Петиоль со стебельком спереди.

## Систематика
Около 60 видов. Род относится к трибе  Crematogastrini (ранее в Myrmecinini) из подсемейства Myrmicinae.
- Pristomyrmex africanus Karavaiev, 1931
- Pristomyrmex bispinosus (Donisthorpe, 1949)
- Pristomyrmex brevispinosus Emery, 1887
- Pristomyrmex brevispinosus brevispinosus Emery, 1887
- Pristomyrmex brevispinosus sulcatus Emery, 1895
- Pristomyrmex castaneicolor Donisthorpe, 1949
- Pristomyrmex castor Donisthorpe, 1944
- Pristomyrmex coggii Emery, 1897
- Pristomyrmex cribrarius Arnold, 1926
- Pristomyrmex eduardi Forel, 1914
- Pristomyrmex pungens Mayr, 1866 typus
- Pristomyrmex schoedli Zettel, 2006
- Pristomyrmex wheeleri Taylor, 1965
- Pristomyrmex wilsoni Taylor, 1968

- Другие виды